# Karl-Friedrich Höcker
Karl-Friedrich Höcker (1911. december 11., Engershausen – 2000. január 30., Lübbecke), SS-Obersturmführer  (főhadnagy), Auschwitz parancsnokának, Richard Baernak asszisztense, 1944 májusától, a felszabadításig, 1945 januárjáig.
Hat testvére közül a legfiatalabbként Engershausenben (Németország) született. Apja építőmunkásként dolgozott, később az első világháborúban halt meg.
Bankpénztárosi tanulóévei után, egy bankban dolgozott Lübbeckben, mielőtt elbocsátották volna. Két és fél év munkanélküliség után, csatlakozott az SShez 1933 októberében, illetve a náci párthoz 1937 májusában.
1939. november 16-án csatlakozott az SS 9. gyalogos hadosztályához Gdańskban, majd 1940-ben a Neuengamme-i koncentrációs tábor parancsnokának, Martin Gottfried Weissnek asszisztense lett. 1942-ben Weiss-t az Arbeitsdorfi koncentrációs tábor parancsnokává is kinevezték oldalán segédjével, Höckerrel. Mielőtt 1943 májusában Majdanekbe helyezték volna, szintén Weiss asszisztenseként, részt vett az SS katonai kiképzésén (Junkerschule) Braunschweigban.
1943-ban Majdanekben dolgozott az úgynevezett Operation Reinhard tömeges deportálásai idején. Azután, Richard Baer segédje lett 1944-ben, az auschwitzi koncentrációs táborban. Höcker Auschwitzban maradt egészen az 1945-ös kiürítésig, amikor áthelyezték Baerral együtt a Dora-Mittelbau-i táborba. A két férfi a szövetséges erők érkezéséig vezette a tábort. Utána hamis papírokkal menekült el, és ezzel úszhatta meg az azonosítását is, amikor az angol csapatok fogságába esett.
Még a háború előtt kötött házasságából a háború alatt született egy fia és egy lánya, akikkel először 1946-ban találkozott, fogolytáborból szabadulása után.  Az 1960-as évek elején a nyugatnémet hatóságok letartóztatták szülővárosában, ahol újfent banki hivatalnokként dolgozott. Nem tudni viszont, hogy a bank miért támogatta elbocsátása, és hosszú kihagyás után.
Frankfurti pere során Höcker tagadta, hogy bármi köze lett volna a foglyok kiválasztásához a Birkenaui rámpán, illetve, hogy személyesen volt köze az áldozatok meggyilkolásához.  Bebizonyították, hogy feltehetően volt tudomása a táborokban folyó tömeges gyilkosságokról, ám nem sikerült rábizonyítani, hogy közvetlen szerepe lett volna benne. Bár a túlélők és más SS-tisztek egyértelműen állították, hogy ott kellett lennie, ez végül sohasem bizonyosodott be.   
Bűnösnek találták viszont, mivel segédkezhetett több mint 1000 gyilkosság kivitelezésénél. Eredetileg 7 évre ítélték, de végül 5 év után, 1970-ben szabadult, és visszatérhetett banki főpénztárosi állásához, Lübbecke-ben.
2006-ban napvilágot látott egy fényképalbum, tele ritka fényképekkel, amelyek az Auschwitz-Birkanaui német tisztek tábori életét mutatják be. Néhány fényképen maga Josef Mengele is látható, akiről úgy hitték, nem készült róla kép a tábori tartózkodása során.
Höcker 2000-ben halt meg, 88 évesen, haláláig bizonygatva, hogy semmi köze sem volt az Auschwitzban történtekhez. Az 1965-ös, Frankfurti pere során az utolsó szó jogán a következőket mondta:
„Azt, ami Birkenauban történt, csak ott tudtam meg. Nekem ahhoz semmi közöm sem volt, és semmi lehetőségem nem volt arra, hogy az eseményekre befolyást gyakoroljak. Senkit nem bántottam és senki halálát nem okoztam.” – állította.
Höcker bebizonyította, hogy sohasem tette be a lábát a rámpára, amikor ott a kiválasztások folytak, annak ellenére, hogy egy szemtanú emlékezett ott valakire, akit Höckernek hívtak. De ugyanabban az időben volt a táborban egy azonos nevű Obersturmführer is, Karl Oswald Höcker, ez okozhatta a félreértést.
2007 őszén szakértők hasonlították össze a Höckerről állítólagosan a rámpán készült fényképeket, illetve a tényleges méreteit. A céljuk az volt, hogy kiderítsék; a rámpán álló férfi valóban Höcker-e.
A fényképek rendkívül nagy hasonlóságokat mutattak a vizsgálat végén; magassága, fejének mérete, alkarjának és lábának hossza, derékbősége, vállszélessége és a térdeinek magassága mind tökéletes hasonlóságot mutattak a rámpán álló férfiével. A szakértők megállapították, hogy a rámpán Karl Höcker áll, de ugyanakkor a fényképen lévő férfi SS-Oberscharführeri egyenruhát visel, míg Höcker ottléte alatt végig Obersturmführeri rangban szolgált. Ám figyelembe véve az akkoriban az SS-ben uralkodó szigorú hierarchiát, nem valószínű, hogy más egyenruhát viselhetett volna.
Életéről egy számot is írt a popénekesnő, Lacrymosa, 'Good at Heart' címmel.